# Клајнвалштат
Клајнвалштат (њем. Kleinwallstadt) град је у њемачкој савезној држави Баварска. Једно је од 32 општинска средишта округа Милтенберг. Према процјени из 2010. у граду је живјело 5.759 становника. Посједује регионалну шифру (AGS) 9676133.

## Географски и демографски подаци
Клајнвалштат се налази у савезној држави Баварска у округу Милтенберг. Град се налази на надморској висини од 123 метра. Површина општине износи 15,8 km². У самом граду је, према процјени из 2010. године, живјело 5.759 становника. Просјечна густина становништва износи 364 становника/km².

## Међународна сарадња
| Мјесто | Држава    | Врста сарадње | Од    |
| ------ | --------- | ------------- | ----- |
|        | Француска | партнерство   | 1991. |
| Извор  |           |               |       |